# فالنتين بيمنتل
فالنتين بيمنتل (بالإسبانية: Valentín Pimentel)‏ مواليد 30 مايو 1991 في مدينة بنما، هو لاعب كرة قدم بنمي يلعب مع بلازا أمادور في مركز الوسط. سبق له أن لعب في كأس العالم لكرة القدم مع منتخب بلاده في مونديال عام 2018.

## البدايات
ولد بيمنتيل في سانتا آنا، ولعب لفريق شباب شابو، ولفريق الدرجة الثانية، نادي فيستا أليغري وكذلك لنادي سونتراكس، قبل انضمامه إلى نادي بلازا أمادور.

## المشاركات الدولية
شارك بيمنتل لأول مرة على المستوى الدولي مع منتخب بلاده في يونيو 2015 في مباراة ودية ضد الإكوادور وقد استدعي إلى منتخب بنما للمشاركة في بطولة كأس الكونكاكاف الذهبية عام 2015 ولعب في المباراة الافتتاحية.
وفي مايو 2018 كان اسمه ضمن تشكيلة منتخب بنما الذي شارك في بطولة كأس العالم عام 2018 المقامة في روسيا.

## المسيرة الاحترافية

### أندية لعب لها
- بلازا أمادور[4]

## إحصاءات

### الدولية
آخر تحديث 28 يونيو 2018. 
| بنما  | بنما    | بنما  |
| العام | مباريات | أهداف |
| ----- | ------- | ----- |
| 2015  | 11      | 1     |
| 2016  | 6       | 0     |
| 2017  | 2       | 0     |
| 2018  | 4       | 0     |
| مجموع | 23      | 1     |

### الأهداف الدولية
حسب إحصاءات (فرق كرة القدم الوطنية)
| ت  | تاريخ         | مكان                                     | الخصم            | النتيجة | الأهداف | المنافسة |
| -- | ------------- | ---------------------------------------- | ---------------- | ------- | ------- | -------- |
| 1. | 8 أكتوبر 2015 | ملعب روميل فيرنانديز، مدينة باناما، بنما | ترينيداد وتوباغو | 1-2     | 1-2     | ودية     |

## الحياة الشخصية
يدرس بيمنتل في جامعة بنما للحصول على شهادة في إدارة شركات الشحن. وهو متزوج ولديه ابن من زوجته ماريا فرناندا كاريو.

## روابط خارجية
- فالنتين بيمنتل على موقع الاتحاد الدولي (مؤرشف)  (الإنجليزية)
- فالنتين بيمنتل على موقع قاعدة بيانات كرة القدم.إي يو (الإنجليزية)
- فالنتين بيمنتل على موقع ناشيونال فوتبول تيمز (الإنجليزية)
- فالنتين بيمنتل على موقع Soccerway.com (الإنجليزية)
- فالنتين بيمنتل على موقع AS.com (الإسبانية)